# ネルソン・グレート
ネルソングレートは、日本のロックバンド。かつてそれでよかったのか？というバンド名でメジャーデビューしたことがある。2005年2月26日に無期限の活動休止。

## メンバー
- 高島匡未 - ピアノ & ボーカル
- 池田英史 - ベース
- りん - ドラム

高島匡未は2006年5月現在coet cocoehという名前でソロ活動中。池田英史はミクログランデ、橋本昌彦のベースサポートや、関ジャニ∞のアルバムKJ2 ズッコケ大脱走などに参加。りんは、シガキマサキのサポートバンド「スピーディー・ワンダー」で活躍中。

## ディスコグラフィ

### それでよかったのか？名義
1. それでよかったのか？ - ミニアルバム(1999年)
2. 無題 - シングル(2000年)
3. トラウマ - アルバム(2000年)

### ネルソングレート
- イメージ - ミニアルバム(2003年)
- FM福岡オムニバスCD「fm 2」に参加(2003年)
- 尾崎豊トリビュートアルバム"GREEN" A TRIBUTE TO YUTAKA OZAKIに音のない部屋で参加。(2004年)